# Luigi Delneri
Luigi Delneri (auch Luigi Del Neri geschrieben; * 23. August 1950 in Aquileia) ist ein ehemaliger italienischer Fußballspieler und heutiger -trainer.

## Karriere

### Als Spieler
Delneri spielte während seiner aktiven Karriere lange im Amateurbereich des italienischen Fußballs, bis er 1978 zu Udinese Calcio in die Serie A wechselte. Später wechselte er noch zu Sampdoria Genua, Vicenza Calcio und AC Siena, ehe er wieder in den Amateurbereich ging und seine Karriere ausklingen ließ.

### Als Trainer
Die Trainerkarriere begann wieder im Amateurbereich: 1985 bei USD Opitergina in Oderzo. Über diesen Verein kam er noch zu diversen unterklassigen Vereinen, ehe er 1998 beim FC Empoli anheuerte. Hier wurde er bereits vor dem Start der Saison gefeuert und kehrte zu seinem ehemaligen Klub Ternana Calcio zurück, mit denen er kurz zuvor den Aufstieg in die Serie B geschafft hatte. Delneri schaffte es, Ternana in der zweiten Liga zu halten und wechselte anschließend zum Ligakonkurrenten Chievo Verona, mit denen er prompt den Aufstieg schaffte. Er konnte diese Leistung jedoch noch toppen, als er sich mit seinem Team bereits im ersten Jahr in der Serie A für den UEFA-Pokal qualifizieren konnte.
2004 verabschiedete er sich aus Verona und wechselte zum neu gekrönten Champions-League-Sieger FC Porto nach Portugal. Doch wie schon in Empoli wurde er vor dem Start der Saison entlassen. Später gab er „persönliche Gründe“ als Erklärung an. Es folgte der Wechsel zum AS Rom, dem der ehemalige Trainer der deutschen Nationalelf, Rudi Völler, zurückgetreten war. Nach einer durchwachsenen Saison warf er im März 2005 hin und unterzeichnete zwei Monate später einen Vertrag beim US Palermo. Mit dem Verein nahm er auch am UEFA-Pokal teil und feierte gerade am Anfang der Saison gute Ergebnisse. Doch später konnte er diese nicht bestätigen und wurde im Januar des nächsten Jahres entlassen.
Im Oktober 2006 kehrte er dann zu seinem alten Klub Chievo Verona zurück, die zu dieser Zeit in großer Abstiegsnot waren. Delneri nahm sich der Aufgabe an, konnte den Abstieg in die Serie B jedoch nicht verhindern. Anstatt jedoch mit seinem Team in die Zweitklassigkeit zu gehen, löste er seinen Vertrag auf und wechselte zum Erstligisten Atalanta Bergamo. Im Sommer 2009 übernahm er den Ligakonkurrenten Sampdoria Genua und führte diesen in der Saison 2009/10 auf den vierten Rang und der damit verbundenen Teilnahme zur folgenden Spielzeit an den Qualifikationsspielen der UEFA Champions League. Am 17. Mai 2010 verließ der den Verein vorzeitig und beendete sein Arbeitsverhältnis mit den Blucerchiati.
Zur Saison 2010/11 wurde Delneri vom italienischen Rekordmeister Juventus Turin als Trainer verpflichtet. Er erhielt einen Zweijahresvertrag und trat am 1. Juli 2010 die die Nachfolge von Alberto Zaccheroni an, der die Mannschaft seit Januar 2010 betreut hatte. Mit Delneri wechselte auch Giuseppe Marotta als Generaldirektor für sportliche Belange von Genua nach Turin. Nach einer enttäuschenden Saison, die Juventus mit dem siebten Tabellenrang abschloss, trennte sich der Club vorzeitig von Delneri.
Am 23. Oktober 2012 übernahm Delneri den Erstligisten CFC Genua vom zuvor entlassenen Luigi De Canio. Nach nur zwei Siegen in 13 Spielen wurde er am 20. Januar 2013 entlassen.
Von Dezember 2015 bis Mai 2016 trainierte Delneri Hellas Verona. Er wurde Nachfolger von Andrea Mandorlini beim abstiegsbedrohten Erstligisten, konnte den Abstieg in die Serie B jedoch nicht verhindern, woraufhin sein auslaufender Vertrag nicht verlängert wurde.
Im Oktober 2016 wurde Delneri von Udinese Calcio als Nachfolger von Giuseppe Iachini verpflichtet, der bereits nach wenigen Spieltagen entlassen worden war. Im November 2017 stellte Udinese Delneri frei.

## Ehrungen
- Trainer des Jahres in der Serie A: 2002 (mit Chievo Verona)
- 2003 wurde er mit dem «Premio Gianni Brera – Sportivo dell’anno» (Gianni-Brera-Preis) ausgezeichnet.